# ВЛ11
Електрово́з ВЛ11 — радянський вантажний магістральний електровоз постійного струму, призначений для експлуатації на електрифікованих ділянках магістральних залізниць номінальною напругою 3000В постійного струму, шириною колії 1520 мм.
Цей електровоз вперше був випущений у 1975 році Тбіліським електровозобудівним заводом. Серійний випуск електровозів ВЛ11 розпочато у 1978 році. Завод випускав електровоз у двосекційному вигляді, проте він може бути сформований для роботи трьома секціями або по системі багатьох одиниць.

## Технічні характеристики

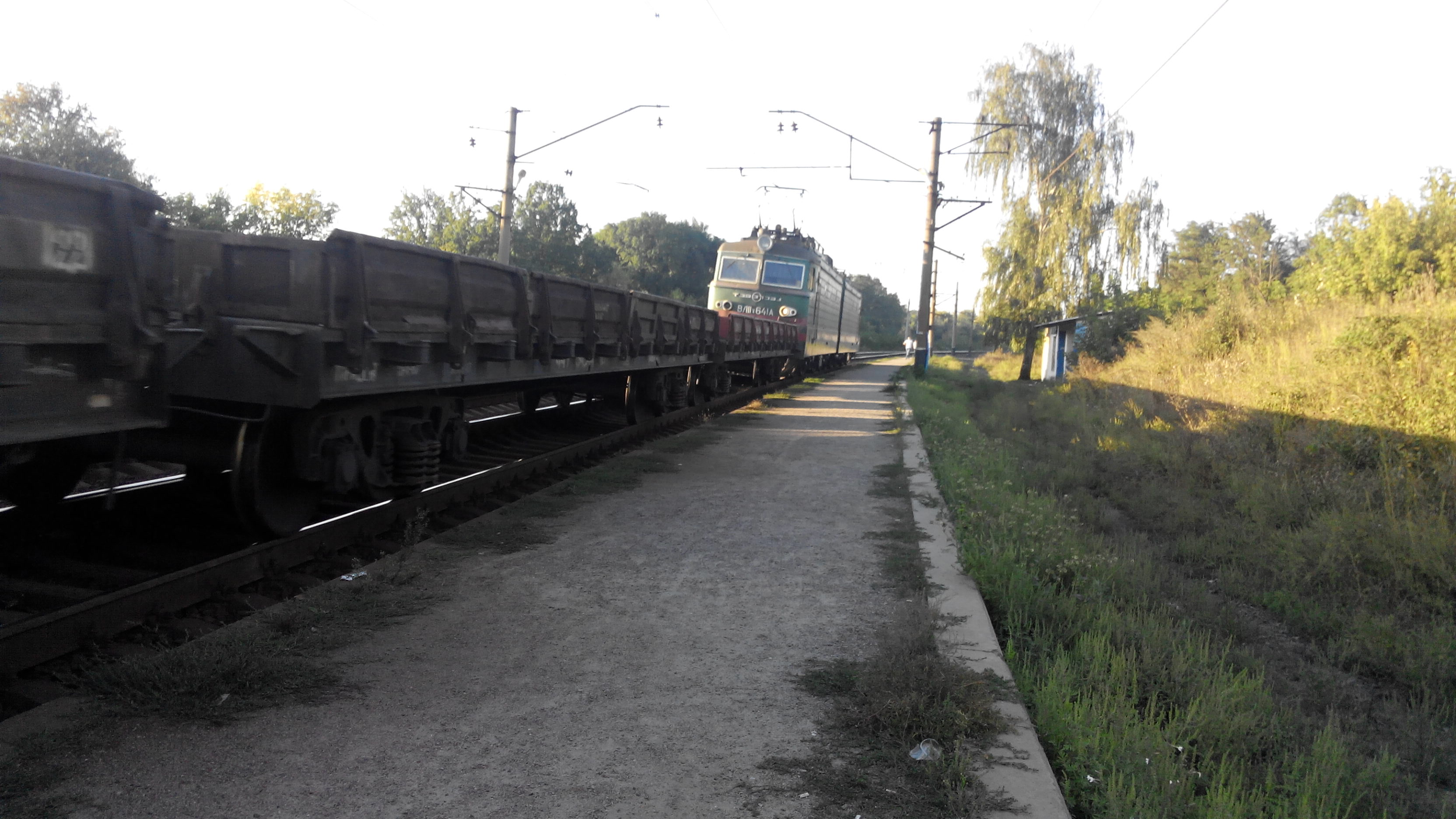
Вантажний склад з електровозом ВЛ11.8-641, який проходить вздовж зупинного пункту "Звидки"

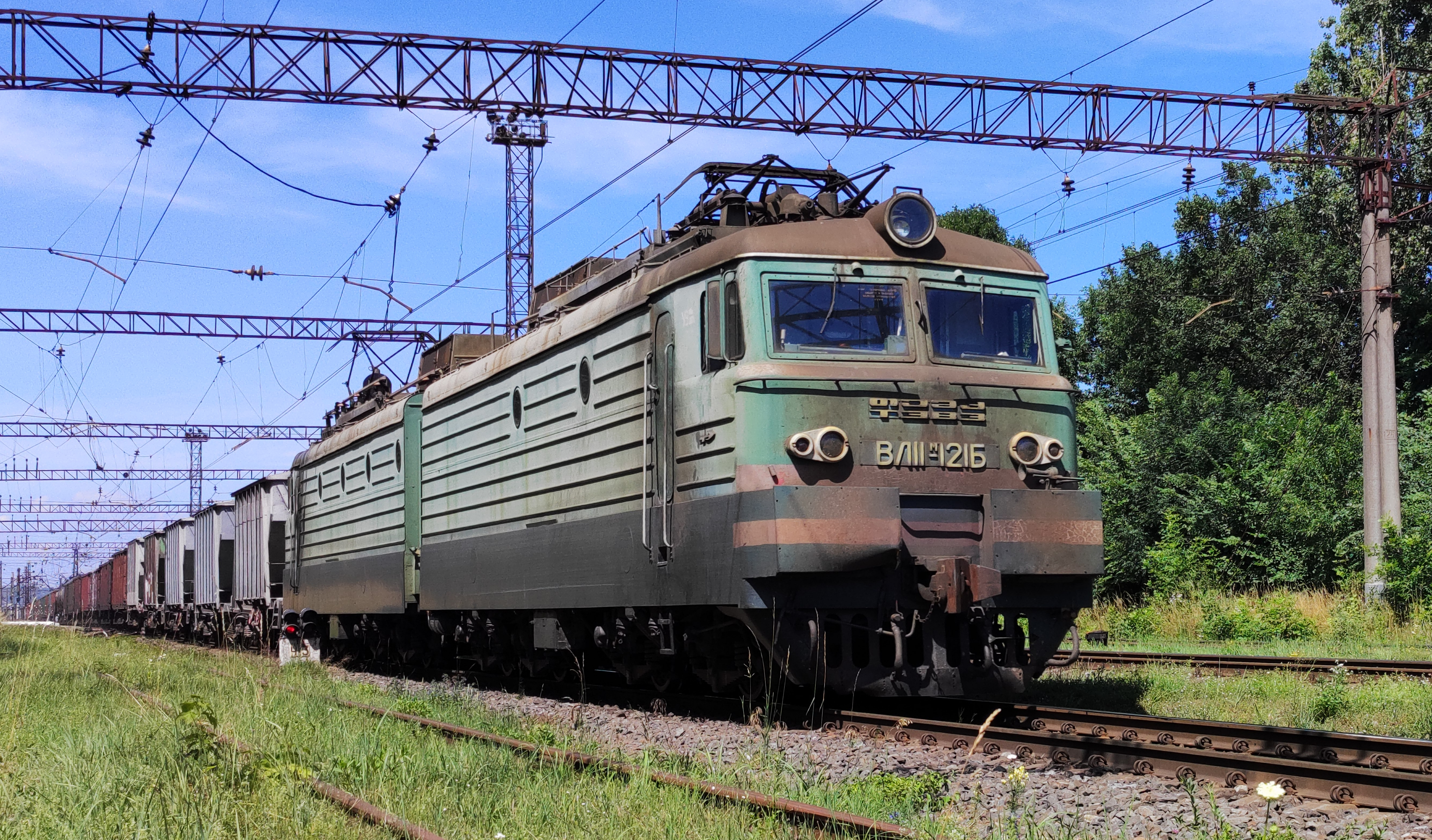
Електровоз ВЛ11м-121

Технічна характеристика дана для двосекційного електровозу
- Осьова формула: 2 (2о — 2о);
- Потужність на валах тягових двигунів (часова): 5360 кВт;
- Потужність на валах тягових двигунів (довготривала): 4600 кВт;
- Конструкційна швидкість: 100 км/год;
- ККД: 0,88;
- Вага: 184 тони.

## Способи формування
Електровоз може бути сформований таким порядком:
- (А + Б)
- А + (А + Б)
- (А + Б) + Б
- (А + Б) + (А + Б)

## Електрообладнання
Для рухомого електричного контакту між контактною мережею та колами на електровозі встановлений струмоприймач типу пантограф (П5). Для роз'єднання силового кола та захисту його від струму короткого замикання (уставка: 2500 Ампер) на електровозі встановлений швидкодіючий вимикач марки БВП-5-02.
Також для захисту тягових двигунів застосовані диференційні реле (для тягових двигунів струм небалансу — 100А, для допоміжних машин — 8,5 А), які розривають свій контакт в колі утримувальної котушки швидкодіючого вимикача.
Як тягові двигуни застосовані чотири на одну секцію тягові двигуни марки ТЛ-2К потужністю 670 кВт. Допоміжні машини (мотор-компресор, мотор-вентилятор, двигун перетворювача) працюють безпосередньо від контактної мережі, тому номінальна напруга живлення цих апаратів становить 3000 В. Перехід з моторного на гальмівний режим і назад виконує гальмівний перемикач марки ТК-042. Обмотки збудження тягових двигунів під час електричного гальмування живить перетворювач марки НБ-436В.
Електрична схема дає змогу працювати електровозу на таких режимах:
- С — усі тягові двигуни усіх секцій з'єднані послідовно, при цьому при трисекційному формуванні пусковий опір третьої секції не вводиться.
- СП — у кожній секції тягові двигуни з'єднані послідовно, і кожна секція окремо підключає їх до контактної мережі.
- П — тягові двигуни з'єднані у дві групи, по два двигуна послідовно, а групи паралельно до контактної мережі.

Схемою передбачено послаблення поля тягових двигунів (75%, 55%, 43%, 36%). Електровоз здатен працювати при напрузі в контактній мережі від 2200 і до 4000 Вольт).
Джерелами живлення низьковольтних кіл є акумуляторна батарея типу 40КН-125 та генератор керування НБ-110 (або ДК-405). Регулювання напруги генератора виконується безконтактним регулятором напруги БРН. Акумуляторні батареї кожних секцій об'єднані між собою. Тому для відсутності зрівняльних струмів між генераторами застосований блок вирівнювання напруги генераторів БВНГ між собою.

## Контролер електровозу ВЛ11
Перші електровози вийшли з контролером, який має таку конфігурацію:
При переводі реверсивно-селективної рукоятки у положення «М» електровоз буде працювати при послідовному з'єднанні тягових двигунів до 21 позиції контролера. 21 позиція є ходовою і останньою. Для переходу на «СП» з'єднання необхідно перевести реверсивно-селективну рукоятку в положення «Вперед» або «Назад» при нульовому положенні головного валу. Звідси видно, що для пуску та руху з поїздом необхідно приводити поїзд у рух із СП з'єднання. Робота при послідовному з'єднанні двигунів відносилась як для маневрової роботи.
Проте така система пуску виявилася помилковою, тому що під час рушення при СП з'єднанні сила струму була великою, і відбувалося перепалювання контактного дроту. Тому надалі електровози почали будувати із контролером, подібним контролеру електровозу ВЛ8, який дозволяв пуск електровозу на С з'єднанні і перехід на СП без вимкнення тяги.